# (19564) Ajburnetti
(19564) Ajburnetti est un astéroïde de la ceinture principale d'astéroïdes.

## Description
(19564) Ajburnetti est un astéroïde de la ceinture principale d'astéroïdes. Il fut découvert le 13 mai 1999 à Socorro (Nouveau-Mexique) par le projet LINEAR. Il présente une orbite caractérisée par un demi-grand axe de 2,32 UA, une excentricité de 0,14 et une inclinaison de 7,3° par rapport à l'écliptique.

## Compléments